# برايان بومان
برايان بومان (بالإنجليزية: Brian Bowman)‏ هو مدير موسيقي أمريكي، ولد في 22 يوليو 1946 في فورت دودج في الولايات المتحدة.

## وصلات خارجية
- برايان بومان على موقع ميوزك برينز (الإنجليزية)